# Archibald Macdonald (homme politique canadien)
Pour les articles homonymes, voir Archibald Macdonald et Macdonald.
Archibald Macdonald (ca. 1787-3 mars 1872) est un homme politique canadien de la Haut-Canada. Il représente le comté de Northumberland à l'Assemblée législative du Haut-Canada de 1830 à 1834 en tant que député conservateur.

## Biographie
Né à Callander dans le Perthshire en Écosse, Macdonald est capitaine du 33e régiment de Foot durant les guerres napoléoniennes. Arrivant au Haut-Canada en 1819, il reçoit la concession d'une terre près de Cobourg et sert comme colonel dans la milice de Northumberland, ainsi que comme juge de paix du district de Newcastle (en). 
Macdonald meurt en mars 1872 et est inhumé au cimetière St. Peter's Anglican Church de Cobourg.

## Famille
Il est le jeune frère du commerçant de fourrure John MacDonald of Garth (en) au Canada. Il est aussi le beau-frère de William McGillivray partenaire de la Compagnie du Nord-Ouest, ainsi que de d'Archibald Campbell qui sera lieutenant-gouverneur du Nouveau-Brunswick.